# Hemithea pariciliata
Hemithea pariciliata là một loài bướm đêm trong họ Geometridae.